# Villageriz
Villageriz – gmina w Hiszpanii, w prowincji Zamora, w Kastylii i León, o powierzchni 7,18 km². W 2011 roku gmina liczyła 47 mieszkańców.